# Альфа Умар Джало
Альфа Умар Джало (фр. Alpha Oumar Djalo; 5 вересня 1996, Париж, Франція) — французький дзюдоїст, олімпійський чемпіон 2024 року.

## Виступи на Олімпіадах
| Олімпіада  | Дисципліна      | Місце |
| ---------- | --------------- | ----- |
| Париж 2024 | до 81 кг        | 9     |
| Париж 2024 | змішана команда | 1     |

## Зовнішні посилання
- Альфа Умар Джало на сайті International Judo Federation (англійська)
- Альфа Умар Джало на сайті JudoInside.com (англійська)
- Альфа Умар Джало на сайті AllJudo.net (французька)
- Альфа Умар Джало на сайті Olympics.com (англійська)
- Альфа Умар Джало на сайті French Olympic Committee (французька)